# 茶津町
茶津町（ちゃつちょう）は北海道室蘭市の町。住居表示未実施。郵便番号は051-0006。かつて同名の字が存在した。

## 地理
室蘭市の南部に位置し、北に御崎町、東に御前水町、南に母恋北町，新富町、南西に山手町、西に入江町と接し、北西は室蘭港に面する。

### 海洋
- 室蘭港

## 地域の特徴
室蘭市の都市計画マスタープランでは蘭西地域に属する。
町域の大部分は日本製鋼所および日本製鋼所M&Eの敷地となっており、西部の茶津山を除いて平坦な地形である。茶津山の山麓には大正天皇（当時皇太子）が来蘭された際の宿泊施設として建設された瑞泉閣があり、日本遺産となっている。町域の東縁から南縁にかけてJR北海道 室蘭本線が通っており、並行して国道36号（室蘭新道）が走る。南部にはJR北海道 母恋駅がある。

## 歴史
日本製鋼所の敷地は埋立地であり、主に明治40年代から昭和50年にかけて断続的に拡張された。戦時中は兵器工場であったが、戦後は民需工場へと転換し、企業城下町といわれる室蘭の一翼をになってきた。

### 地名の由来
アイヌ語の「チャシ」（砦）の転訛。

### 沿革
- 1922年（大正11年）4月1日 - 字名改正により札幌通（大字）の一部が茶津町（字）となり、札幌通（大字）を廃止[7][9]。
- 1922年（大正11年）8月1日 - 市制施行により室蘭区茶津町（字）は室蘭市茶津町（字）となる[10]。
- 1965年（昭和40年）5月1日 - 茶津町新設[7][11]。

### 町名の変遷
| 実施内容 | 実施年月日               | 実施後       | 実施前                                            |
| -------- | ------------------------ | ------------ | ------------------------------------------------- |
| 字名改正 | 1922年（大正11年）4月1日 | 茶津町（字） | 札幌通（大字）の小字、 チヤツサキ・ポコイ・チヤツ |
| 町名新設 | 1965年（昭和40年）5月1日 | 茶津町       | 茶津町（字），御崎町（字）の各一部                |

## 世帯数と人口
2023年（令和5年）12月31日現在（室蘭市発表）の世帯数と人口は以下の通りである。
| 町     | 世帯数 | 人口 |
| ------ | ------ | ---- |
| 茶津町 | -世帯  | -人  |

### 人口の変遷
国勢調査による人口の推移。
| 1995年（平成7年）  | 54人 | [ 12 ] |  |
| 2000年（平成12年） | 11人 | [ 13 ] |  |
| 2005年（平成17年） | 5人  | [ 14 ] |  |
| 2010年（平成22年） | -人  | [ 15 ] |  |
| 2015年（平成27年） | -人  | [ 16 ] |  |
| 2020年（令和2年）  | -人  | [ 17 ] |  |

### 世帯数の変遷
国勢調査による世帯数の推移。
| 1995年（平成7年）  | 18世帯 | [ 12 ] |  |
| 2000年（平成12年） | 5世帯  | [ 13 ] |  |
| 2005年（平成17年） | 2世帯  | [ 14 ] |  |
| 2010年（平成22年） | -世帯  | [ 15 ] |  |
| 2015年（平成27年） | -世帯  | [ 16 ] |  |
| 2020年（令和2年）  | -世帯  | [ 17 ] |  |

## 学区
市立小・中学校に通う場合、学区は以下の通りとなる。
| 町     | 地番 | 小学校               | 中学校             |
| ------ | ---- | -------------------- | ------------------ |
| 茶津町 | 全域 | 室蘭市立地球岬小学校 | 室蘭市立星蘭中学校 |

## 交通

### 鉄道
- JR北海道 母恋駅

### 道路
- 国道36号（室蘭新道） ※国道235号との重用区間
  - 東部の御前水町との境界付近に御崎出入口、南部の新富町との境界付近に母恋出入口が所在する。
- 臨港道路入江茶津線[19]

## 施設

### その他
- 瑞泉閣